# Império do Divino Espírito Santo do Raminho

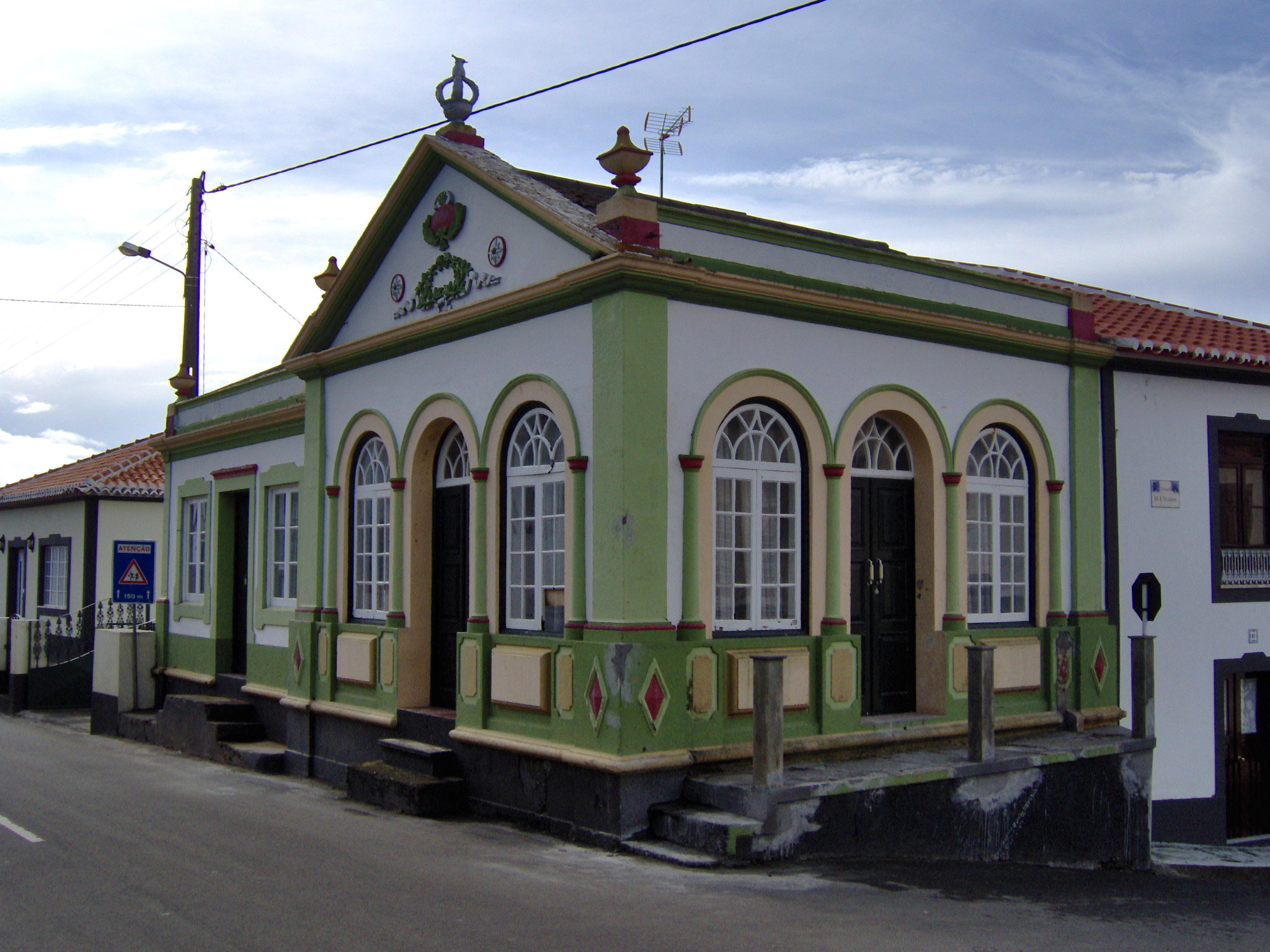
Império do Divino Espírito Santo do Raminho.

O Império do Divino Espírito Santo do Raminho é um Império do Espírito Santo localizado na freguesia açoriana do Raminho, concelho de Angra do Heroísmo.
Este império, localizado frente à Igreja Paroquial de São Francisco Xavier, foi fundado em 1880 e constituiu a irmandade do Espírito Santo mais antiga da localidade. O Império do Raminho tem dispensa própria.